# Zangka (sockenhuvudort i Kina, Tibet Autonomous Region, lat 29,00, long 89,52)
Zangka (kinesiska: Zanggai, 藏改, 藏改乡) är en sockenhuvudort i Kina. Den ligger i den autonoma regionen Tibet, i den sydvästra delen av landet, omkring 170 kilometer sydväst om regionhuvudstaden Lhasa. Antalet invånare är 2 309. Befolkningen består av 1 198 kvinnor och 1 111 män. Barn under 15 år utgör 23,0 %, vuxna 15-64 år 70 %, och äldre över 65 år 5,0 %.
Runt Zangka är det glesbefolkat, med 16 invånare per kvadratkilometer. Närmaste större samhälle är Jiangzi, 11,7 km sydost om Zangka. Trakten runt Zangka består i huvudsak av gräsmarker.
Genomsnittlig årsnederbörd är 686 millimeter. Den regnigaste månaden är juli, med i genomsnitt 176 mm nederbörd, och den torraste är december, med 6 mm nederbörd.